# Marco Osio
Marco Osio (Ancona, 13 de Janeiro de 1966) é um ex-jogador de futebol italiano.
Ficou conhecido no Brasil por ter atuado no Palmeiras em 1996, na época em que a multinacional italiana Parmalat geria o futebol do clube.
Atualmente exerce a posição de treinador de futebol.

## Carreira

### Jogador
Iniciou sua carreira no Torino, em 1983. Deixou o clube de Turim e acertou com Empoli, em 1986.
Após um ano, em 1987, se transferiu para o Parma, onde alcançou o auge da carreira, sendo o principal responsável por levar a equipe à elite do futebol italiano na temporada 1989-90. Além disso, conquistou a Copa da Itália de 1991-92 e a Recopa Europeia de 1992-93.
Porém, seus últimos anos no Parma não foram bons, devido a problemas físicos, e o atleta passou a ser emprestado. Primeiro para o Torino, entre 1993 e 1995, onde não teve bom rendimento.
Chegou ao Palmeiras em 12 de setembro de 1995, trazido pela Parmalat, mas com o treinador Carlos Alberto Silva, Osio não jogou.
Participou, como coadjuvante, do Palmeiras dos 102 gols de 1996. Com Vanderlei Luxemburgo, Osio entrou em campo em 10 partidas pelo Paulistão e marcou um único gol, contra o Juventus, na goleada por 4 a 1. A estada de Osio acabou no começo do segundo semestre de 1996, pela gravidez da esposa, que preferiu ter o filho na Itália.
Voltou para a Itália e assinou com o Saronno.
Depois disso, passou por Pistoiese em 1997, Faenza em 1998 e Alzano Virescit em 2000, quando encerrou suas atividades como profissional em 2001.

### Treinador
Trabalhou em clubes pequenos da Europa, das divisões menores, como Pergolese e Rimini.
Em junho de 2016, lançou sua biografia intitulada “Marco Osio, il sindaco” (Marco Osio, o síndico).

## Títulos
Parma
- Coppa Italia: 1991-92[carece de fontes?]
- Taça dos Clubes Vencedores de Taças: 1992-93[carece de fontes?]

Palmeiras
- Campeonato Paulista: 1996[10]